# Mohammed Ali Jouhar
Mohammed Ali Jouhar, né le 10 décembre 1878 dans l'État de Rampur et mort le 4 janvier 1931, est un meneur musulman indien, partisan du mouvement pour le Pakistan et surtout une figure du mouvement Califat. Il est également un membre fondateur de la Ligue musulmane en 1906,. 
Mohammed Ali Jouhar est considéré comme un pur produit du mouvement d'Aligarh, qui visait à éduquer les masses musulmanes à la politique moderne. Il a ainsi fait ses études à l'Université musulmane d'Aligarh, fondée quelques années auparavant. Il devient ensuite journaliste et fonde en 1911 le journal en langue anglaise The Comrade. 
En 1923, Ali Jouhar a aussi été un président éphémère du Congrès national indien. Il meurt à l'âge de 52 ans d'un accident vasculaire cérébral à Londres et est ensuite enterré à Jérusalem. 